# Indicatori de medie
În matematică și statistică indicatorii tendinței centrale (de medie) se referă la valorile "de mijloc" sau așteptate ale unui set de date.
Indicatorii de medie sunt numere ce descriu întregul set. 
Cei mai frecvent folosiți indicatori sunt media, mediana și modul.

## Definirea indicatorilor

### Media aritmetică
Fiind date n numere, ai, unde i = 1, ..., n, media aritmetică (MA) este definită ca
{\displaystyle MA={\frac {1}{n}}\sum _{i=1}^{n}a_{i}.}

### Media geometrică
Fiind date n numere, ai, unde i = 1, ..., n, media geometrică (MG) este definită ca
{\displaystyle {\text{MG=}}{\sqrt[{n}]{\prod _{i=1}^{n}a_{i}}}={\sqrt[{n}]{a_{1}a_{2}\cdots a_{n}}}.}

### Media armonică
Fiind date n numere, ai, unde i = 1, ..., n, media armonică (MAR) este definită ca
{\displaystyle MAR={\frac {1}{{\frac {1}{n}}\sum _{i=1}^{n}{\frac {1}{a_{i}}}}}={\frac {n}{{\frac {1}{a_{1}}}+{\frac {1}{a_{2}}}+\cdots +{\frac {1}{a_{n}}}}}.}

### Mediana
Mediana este valoarea ce împarte în două o colecție ordonată de date.
Astfel, jumătate din valorile variabilei sunt mai mari decât mediana și jumătate sunt mai mici. Dacă setul de date conține un număr par de valori, mediana este media perechii de valori de mijloc.
Mediana este un indicator robust statistic.
Exemplu de calcul: 
Se consideră lista (1,2,3,2,3,2,4).
Prin ordonare lista se transformă în (1,2,2,2,3,3,4). Mediana reprezintă valoarea din mijlocul listei, "2".

### Modul
Cea mai frecventă valoare a unei variabile se numește mod. De exemplu din lista (1,2,3,2,3,2,4) cel mai frecvent număr (mod-ul) este 2. Modul nu este neapărat unic.

### Media unei funcții
Conceptul de medie poate fi extins și la funcții. În analiză, valoarea medie a unei funcții integrabile f este definită prin:
{\displaystyle {\overline {f}}={\frac {1}{b-a}}\int _{a}^{b}f(x)\,dx.}